# قلعة الروضة (القاهرة)
قلعة الروضة المعروفة أيضًا بالقلعة الصالحية أو قلعة المقياس أو قلعة الجزيرة، بناها الملك الصالح نجم الدين أيوب في عام 1241م لمماليكه، في أقصى الجنوب وعلى ضفاف النيل. بدأ بحفر أسسها في يوم الجمعة، 16 شعبان 638هـ. في عاشر ذو القعدة، تم هدم الدور والقصور والمساجد في الجزيرة، وتحول الناس من مساكنهم إلى القلعة. تم هدم كنيسة بجوار مقياس النيل وإدخالها في القلعة التي شُيدت بها دور وقصور، وتم إقامة جامع فيها مع زرع متنوع من الأشجار.
بلغت مباني القلعة مقياس النيل من الجهة الجنوبية، واستمرت حتى عهد السلطان عز الدين أيبك، الذي أمر بتدميرها لإقامة مدرسته المعزية في مكانها. باع ذوو الجاه أشياء من أخشابها ورخامها بعد أخذهم كثيرًا من سقوفها ونوافذها.